# Populus davidiana
Populus davidiana là một loài thực vật có hoa trong họ Liễu. Loài này được Dode miêu tả khoa học đầu tiên năm 1905.